# Cannabis (film, 2006)
Pour les articles homonymes, voir Cannabis (homonymie).
Pour plus de détails, voir Fiche technique et Distribution.
Cannabis – Probieren geht über Regieren (en français : Cannabis - essayer passe avant gouverner) est un film suisse, réalisé par Niklaus Hilber et sorti le 7 septembre 2006.
C'est une comédie mettant en scène un conseiller fédéral suisse fictif qui va découvrir la « fumette » (kiffen).

## Synopsis
Le conseiller fédéral Alois Mumentaler (interprété par Hanspeter Müller) est en pleine crise : il est fâché avec sa femme qui demande le divorce et sa politique anti-drogues est un échec. De plus, son ophtalmologiste lui diagnostique un glaucome chronique risquant d'entraîner chez lui une cécité totale. Son médecin lui conseille alors de prendre du cannabis, idée qui lui paraît aussi absurde qu'incompatible avec ses convictions. Mais, constatant que les médicaments n'ont aucun effet sur l'avancée de sa maladie, il se résout à essayer la « fumette ». Il va se fournir chez Remo (interprété par Joel Basman), un jeune de 16 ans avec qui il va se lier d'amitié.
La présidente de son parti mène une cabale contre lui, qui entraîne qu'il n'est pas réélu à son poste. En revanche, il réussit à se réconcilier avec sa famille.

## Fiche technique
- Titre : Cannabis – Probieren geht über Regieren
- Langue : Suisse allemand
- Sous-titres : français, italien
- Réalisation : Niklaus Hilber
- Scénario : Niklaus Hilber, Paul Steinmann
- Production : Ruth Waldburger
- Musique : Diego Baldenweg
- Photographie : Marco Barberi
- Montage : Michael Schärer
- Pays d'origine :  Suisse
- Genre : Comédie
- Durée : 82 minutes
- Date de sortie : 7 septembre 2006
- Interdit aux moins de 12 ans

## Distribution
- Alois Mumentaler : Hanspeter Müller
- Remo : Joel Basman
- Astrid Bänziger : Lilian Steffen
- Schlatter : Jean-Pierre Cornu
- Béatrice : Viviana Aliberti
- Sabrina : Daleila Piasko
- Rottweiler : Max Rüdlinger
- Ramuz : Jeanne Ferreux
- Amir : Samir Klipic
- Fiona : Annina Euling
- Brogli : Kenneth Huber